# Orenco megállóhely
Orenco megállóhely a Metropolitan Area Express kék vonalának, valamint a TriMet 47-es autóbuszának megállója az Oregon állambeli Hillsboroban, az okoskerületként titulált Orenco Station és az Intel Ronler Acres kampuszának közelében.
A megálló a megnyitástól 2012 szeptemberéig, a zónarendszer felszámolásáig a hármas tarifazónába tartozott.

## Történet
A kék vonal Westside szakaszának kivitelezése 1993-ban kezdődött; az OTAK Inc. által tervezett megálló 1998 augusztusában lett kész. A járatok végül szeptember 12-én indultak el. A megállónak köszönhetően lakossági- és kereskedelmi fejlesztéseik is indultak; ilyen az 1997 szeptemberében megnyílt, 770 négyzetméter alapterületű Orenco Station bevásárlóközpont.
A megálló nevét a város által 2016 októberében véghezvitt változtatásokkal összhangban 2017 szeptemberében Orenco/Northwest 231st Avenue-ról Orencora egyszerűsítették. 2017 januárjában az északnyugati 231. sugárutat északkeleti Century sugárútra keresztelték át.

## Elhelyezkedése
Az északnyugati Cornell utcától délre, az északkeleti Century sugárúton elhelyezkedő peronok Orenco kerületben, a vasárnapi termelői piac helyszínétől egy sarokra találhatóak. Az OTAK Inc. által tervezett megálló szigetperonos, zárt kerékpártárolókkal felszerelt, valamint a közelben található egy P+R parkoló is.

## Műtárgyak

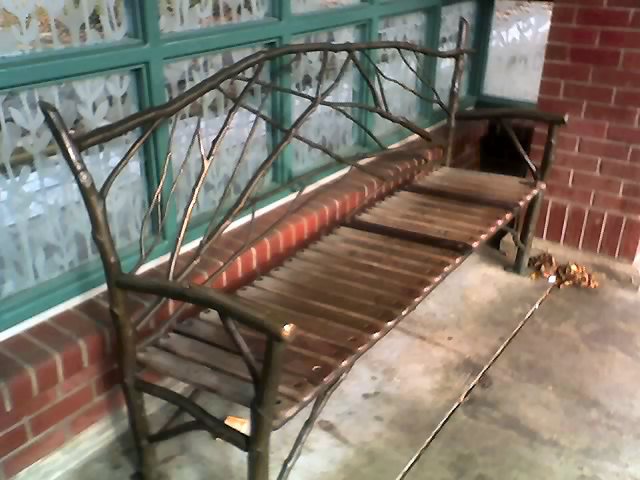
A padok és szélfogók

A megálló műalkotásainak témája a környékbeli fák és az Oregon Nursery Company óvodája dolgozóinak otthont adó Orenco település, ez a peronokkal szemben elültetett, az alkotók (Fernanda D'Agostino, Jerry Mayer, Valerie Otani és Bill Will) kívánságára megvásárolt fákban mutatkozik meg. A megállóban elhelyezték a „Rings of Memory Plaza” fantázianevű gránitgyűrűt, amelybe Kim Stafford költő idézetét vésték. Kiépítettek egy kavicsos sétányt, amelyet padokként funkcionáló kőfal vesz körbe, ez egy régi tölgyhöz vezet („Witness Tree Rest”); az útvonal keleti végén elhelyezett gránittáblán egy újabb Stafford-idézet olvasható. Az északkeleti Century sugárútra vezető Grafted Path bemutatja az egykor a fák oltására alkalmazott technológiát. A peronok keleti oldalán fasorok vannak, amelyek az elhaladó szerelvényből szemlélve optikai alakzatokat rajzolnak ki.
Az esőbeállók alatt elhelyezett, Nancy Merritt által tervezett padok támlája és karfái lilaakácból készültek, a szélfogók üvegeibe pedig az Oregon Nursery Company 1908-as katalógusából származó ábrákat martak. Az építmény tetején a Stuart Keeler és Michael Machnic tervei alapján kézzel kovácsolt fa látható; a szélkakasként működő eszköz gyökereiből a városrendezési terv kilenc négyzete rajzolódik ki.

## Autóbuszok
- 47 – Baseline/Evergreen (Hatfield Government Center◄►PCC Rock Creek)[15]

| Előző állomás                                       |  | Metropolitan Area Express |  | Következő állomás                   |
| --------------------------------------------------- |  | ------------------------- |  | ----------------------------------- |
| Hawthorn Farmtovább Hatfield Government Center felé |  | Kék vonal                 |  | Quatamatovább Cleveland Avenue felé |

## Fordítás
- Ez a szócikk részben vagy egészben  az   Orenco MAX Station című angol Wikipédia-szócikk ezen változatának fordításán alapul.  Az eredeti cikk szerkesztőit annak laptörténete sorolja fel. Ez a jelzés csupán a megfogalmazás eredetét és a szerzői jogokat jelzi, nem szolgál a cikkben szereplő információk forrásmegjelöléseként.